# Toyota Princess Cup 1999
Toyota Princess Cup 1999 — жіночий тенісний турнір, що проходив на відкритих кортах з твердим покриттям у Токіо (Японія). Належав до турнірів 2-ї категорії в рамках Туру WTA 1999. Відбувсь утретє і тривав з 20 до 27 вересня 1999 року. Перша сіяна Ліндсі Девенпорт здобула титул в одиночному розряді й отримала 80 тис. доларів США.

## Учасниці

### Сіяні учасниці
| Країна  | Гравчиня         | Рейтинг | Сіяна |
| ------- | ---------------- | ------- | ----- |
| США     | Ліндсі Девенпорт | 2       | 1     |
| США     | Моніка Селеш     | 5       | 2     |
| Франція | Жюлі Алар-Декюжі | 8       | 3     |
| ПАР     | Аманда Кетцер    | 9       | 4     |
| Франція | Амелі Моресмо    | 14      | 5     |
| Іспанія | Кончіта Мартінес | 16      | 6     |
| США     | Емі Фрейзер      | 22      | 7     |
| Японія  | Ай Суґіяма       | 28      | 8     |

### Інші учасниці
Нижче наведено учасниць, які отримали вайлдкард на участь в основній сітці:
- Monique Viele
- Міхо Саекі

Нижче наведено учасниць, що отримали вайлдкард на участь в основній сітці в парному розряді:
- Тара Снайдер /  Monique Viele

Нижче наведено учасниць, що пробились в основну сітку через стадію кваліфікації в одиночному розряді:
- Асагое Сінобу
- Ванесса Вебб
- Юка Йосіда
- Мірослава Ваврінец

Такі тенісистки потрапили в основну сітку як Щасливі лузери:
- Трейсі Сінджиан
- Пак Сон Хі

Нижче наведено учасниць, що пробились в основну сітку через стадію кваліфікації в парному розряді:
- Іноуе Харука /  Іноуе Майко

## Фінальна частина

### Одиночний розряд
Ліндсі Девенпорт —  Моніка Селеш, 7–5, 7–6(7–1)
- Для Девенпорт це був 5-й титул за сезон.

### Парний розряд
Кончіта Мартінес /  Патрісія Тарабіні —  Аманда Кетцер /  Єлена Докич, 6–7(7–9), 6–4, 6–2